# Deportivo Ocotal
Club Deportivo Ocotal – nikaraguański klub piłkarski z siedzibą w mieście Ocotal, stolicy departamentu Nueva Segovia. Występuje w rozgrywkach Liga Primera. Domowe mecze rozgrywa na obiekcie Estadio Roy Fernando Bermúdez.

## Osiągnięcia

### Krajowe
- Copa Primera

| zwycięstwo (0):     | –    |
| drugie miejsce (1): | 2024 |

## Historia
Klub został założony w 2002 roku. Od razu przystąpił do rozgrywek trzeciej ligi nikaraguańskiej, którą wygrał w debiutanckim sezonie (2002) i awansował na drugi szczebel. Tam w pierwszym sezonie (2002/2003) nie przegrał żadnego ze swoich 21 meczów, jednak w decydującym o awansie finale okazał się gorszy od Masatepe (0:3 po serii rzutów karnych). Ostatecznie Ocotal występował w drugiej lidze w latach 2002–2007. W 2007 roku wywalczył promocję do pierwszej ligi po pokonaniu w dwumeczu finałowym Granady (6:0, 1:1).
W pierwszej lidze Ocotal występował w latach 2007–2016, po czym zanotował relegację do drugiej ligi. Powrócił na najwyższy szczebel już po roku przerwy, w 2017 roku.